# Болоњола (Мачерата)
Болоњола (итал. Bolognola) насеље је у Италији у округу Мачерата, региону Марке.
Према процени из 2011. у насељу је живело 140 становника. Насеље се налази на надморској висини од 1038 м.

## Становништво
| 1936. | 1951. | 1961. | 1971. | 1981. | 1991. | 2001. | 2011. |
| ----- | ----- | ----- | ----- | ----- | ----- | ----- | ----- |
| 241   | 222   | 174   | 159   | 169   | 178   | 155   | 161   |